# Стрельба в школе Ла-Лош
Стрельба в школе посёлка Ла-Лош (Канада, провинция Саскачеван) произошла 22 января 2016 года. 17-летний  Рендон Фонтейн убил у себя дома из огнестрельного оружия двух своих двоюродных братьев, а затем пришёл в школу, в которой учился, и открыл там огонь. Всего в результате инцидента погибло четыре человека, ранения различной степени тяжести получили семеро человек.

## Погибшие и раненые
В результате стрельбы погибло четыре человека:
- Дэйн (17 лет) и Дрэйден (13 лет) Фонтейн — двоюродные братья стрелка
- Мари Жанвье (21 год) — преподаватель, единственная дочь исполняющего обязанности мэра города Кевина Жанвье, 21 год
- Адам Вуд — преподаватель, 35 лет

Кроме того, в ходе стрельбы в здании школы различные ранения получили 7 человек.
Одна из жертв скончалась 17 мая 2023 года. По заявлению семьи, от полученных ранений при стрельбе.

## Реакция
Премьер-министр Канады Джастин Трюдо выразил соболезнования родственникам погибших и лично посетил школу, в которой произошла стрельба.
Мэр города заявил, что хотел бы, чтобы школа была снесена и потом построена заново, так как «здесь было столько боли, это травма (для всех жителей города)».
8 мая 2018 года Рендон Фонтейн был приговорен к пожизненному заключению с правом условно-досрочного освобождения через 10 лет.